# Klara Haugom
Klara Haugom, född 1860, död 1932, var en norsk modehandlare och kommunpolitiker. Hon satt i stadsfullmäktige i Gjøvik 1902-1904. Hon var den första kvinnliga stadsfullmäktige i kommunen.